# Лекарциці-Старі
Лекарциці-Старі (пол. Lekarcice Stare) — село в Польщі, у гміні Промна Білобжезького повіту Мазовецького воєводства.
Населення — 88 осіб (2011).

## Демографія
Демографічна структура станом на 31 березня 2011 року:
|          | Загалом | Допрацездатний вік | Працездатний вік | Постпрацездатний вік |
| -------- | ------- | ------------------ | ---------------- | -------------------- |
| Чоловіки | 44      | 10                 | 29               | 5                    |
| Жінки    | 44      | 8                  | 27               | 9                    |
| Разом    | 88      | 18                 | 56               | 14                   |